# 13 de agosto
13 de agosto é o 225.º dia do ano no calendário gregoriano (226.º em anos bissextos). Faltam 140 dias para acabar o ano.

## Eventos históricos

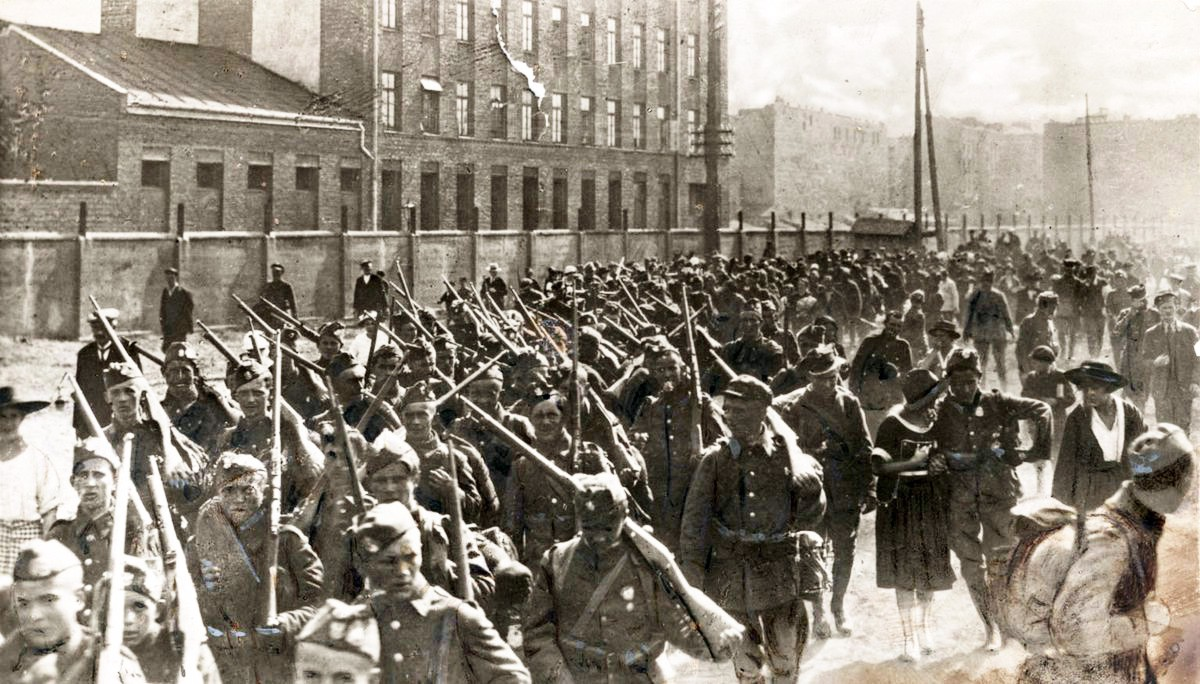
1920: Começa a Batalha de Varsóvia

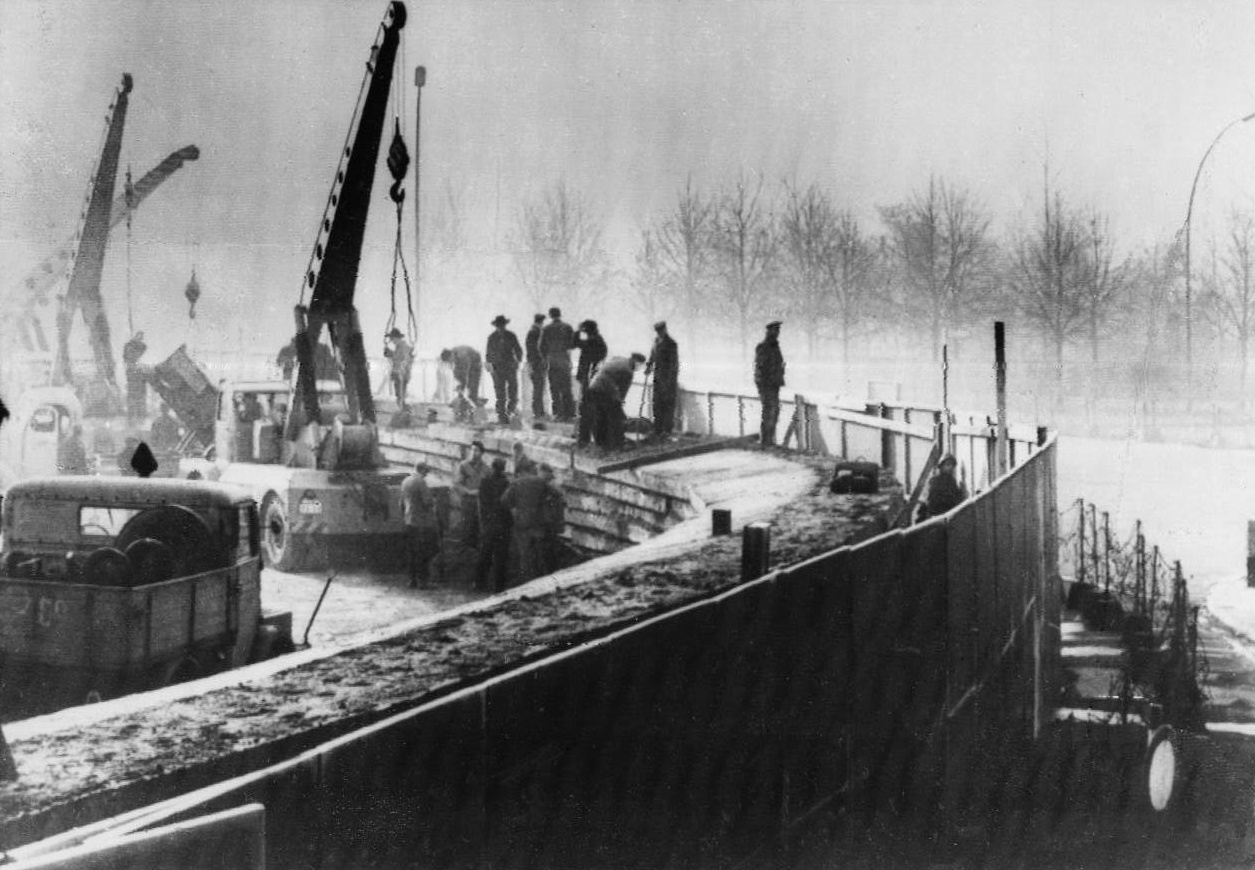
1961: Início da construção do Muro de Berlim

- 29 a.C. — Otaviano realiza o primeiro dos três triunfos consecutivos em Roma para celebrar a vitória sobre as tribos dálmatas.
- 0523 — João I torna-se o novo Papa após a morte do Papa Hormisdas.
- 0554 — O imperador Justiniano recompensa Libério por seu longo e distinto serviço na Pragmática Sanção, concedendo-lhe extensas propriedades na Itália.
- 0582 — Maurício se torna imperador do Império Romano do Oriente.
- 0871 — O imperador Luís II da Itália e a imperatriz Engelberga são capturados pelo príncipe Adelquis de Benevento.
- 0900 — O conde Reginaldo I de Langhals se levanta contra Zuentiboldo da Lotaríngia e o mata perto da atual Susteren.
- 1099 — Raniero é eleito Papa Pascoal II, que se envolveria profundamente na Controvérsia da Investidura.
- 1516 — Assinado o Tratado de Noyon entre a França e a Espanha. Francisco I da França reconhece a reivindicação de Carlos a Nápoles e Carlos V, Sacro Imperador Romano, reconhece a reivindicação de Francisco a Milão.
- 1521 — Depois de um longo cerco, as forças lideradas pelo conquistador espanhol Hernán Cortés capturam o tlatoani Cuauhtémoc e conquistam a capital asteca de Tenochtitlán.
- 1532 — União da Bretanha e da França: o Ducado da Bretanha é absorvido pelo Reino da França.
- 1553 — Miguel Servet é preso por João Calvino em Genebra, na Suíça, como herege.
- 1624 — Luís XIII, Rei de França, nomeia o Cardeal Richelieu primeiro-ministro
- 1645 — Suécia e Dinamarca assinam a Paz de Brömsebro.
- 1650 — O coronel George Monck, do exército inglês, forma o Regimento de Infantaria Monck, que mais tarde se tornará o Coldstream Guards. Como parte da Household Division, um cartão-postal vivo, uma de suas principais funções é a proteção do rei; por isso, costumam participar de cerimônias de estado.
- 1704 — Guerra da Sucessão Espanhola: Batalha de Blenheim: forças inglesas e imperiais são vitoriosas sobre tropas francesas e bávaras.
- 1759 — A Companhia Geral de Comércio de Pernambuco e Paraíba, empresa de carácter monopolista, é fundada pelo Marquês de Pombal. Posteriormente a rainha Maria I de Portugal extinguiria-lhe o monopólio, no início da década de 1780, no contexto da chamada "Viradeira".
- 1779 — Guerra Revolucionária Americana: a Marinha Real Britânica derrota a Expedição Penobscot com a perda mais significativa de forças navais dos Estados Unidos antes do ataque a Pearl Harbor.
- 1792 — O rei Luís XVI da França é formalmente preso pelo Tribunal Nacional e declarado inimigo do povo.
- 1806 — Começa a Batalha de Mišar durante a Revolução Sérvia. A batalha termina dois dias depois com uma vitória sérvia sobre os otomanos.
- 1814 — A Convenção de Londres, um tratado entre o Reino Unido e a Holanda, é assinada em Londres, Inglaterra.
- 1822 — Independência do Brasil: O príncipe Dom Pedro de Alcântara nomeia sua esposa, Dona Leopoldina, como chefe do Conselho de Estado e Princesa-Regente Interina do Brasil.
- 1868 — O terremoto de Arica de 8,5–9,0 Mw atingiu o sul do Peru com uma intensidade máxima de Mercalli de XI, causando mais de 25 000 mortes e um tsunami destrutivo em toda a bacia que afetou o Havaí e a Nova Zelândia.[1]
- 1898
  - Guerra Hispano-Americana: as forças espanholas e norte-americanas se envolvem em uma batalha falsa por Manila, após a qual o comandante espanhol se rendeu para manter a cidade fora das mãos dos rebeldes filipinos.[2]
  - Auguste Charlois e Carl Gustav Witt descobrem 433 Eros, o primeiro asteroide próximo à Terra a ser encontrado.
- 1905 — Os noruegueses votam pelo fim da união com a Suécia.
- 1920 — Guerra Polaco-Soviética: começa a Batalha de Varsóvia e durará até 25 de agosto. O Exército Vermelho é derrotado.
- 1923 — Inauguração do hotel Copacabana Palace, no Rio de Janeiro.
- 1930 — Relatos de "bolas de fogo" no céu na zona rural de Atalaia do Norte, Amazonas, tornam-se conhecidos como o Tunguska brasileiro.
- 1937 — Segunda Guerra Sino-Japonesa: começa a Batalha de Xangai.
- 1944 — Segunda Guerra Mundial: as tropas alemãs iniciam a pilhagem e destruição de Anogeia, em Creta, que continuaria até 5 de setembro.
- 1954 — A Rádio Paquistão transmite pela primeira vez o "Qaumī Tarāna", o hino nacional do Paquistão.
- 1960 — A República Centro-Africana declara independência da França.
- 1961 — Guerra Fria: a Alemanha Oriental fecha a fronteira entre os setores leste e oeste de Berlim para impedir as tentativas de seus habitantes de fugir para o Mundo ocidental, e a construção do Muro de Berlim é iniciada.
- 1968 — Alexandros Panagoulis tenta assassinar o ditador grego coronel Georgios Papadopoulos em Varkiza, Atenas.[3]
- 1973 — O voo Aviaco 118 cai ao se aproximar do aeroporto de La Coruña, Espanha, matando 85 pessoas.[4]
- 1978 — Cento e cinquenta palestinos em Beirute são mortos em um ataque terrorista durante a segunda fase da Guerra Civil Libanesa.
- 2008 — Guerra Russo-Georgiana: unidades russas ocupam a cidade georgiana de Gori.
- 2014 — Um avião Cessna Citation com sete pessoas cai na cidade de Santos, no litoral paulista. Dentre as vítimas, estava o ex-governador de Pernambuco e então candidato a presidência nas eleições daquele ano, Eduardo Campos.
- 2020 — As relações Israel-Emirados Árabes Unidos são formalmente estabelecidas.[5]

## Nascimentos

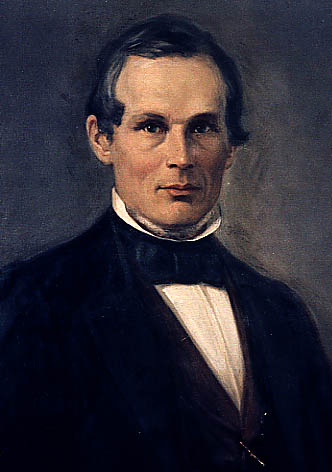
Anders Jonas Ångström

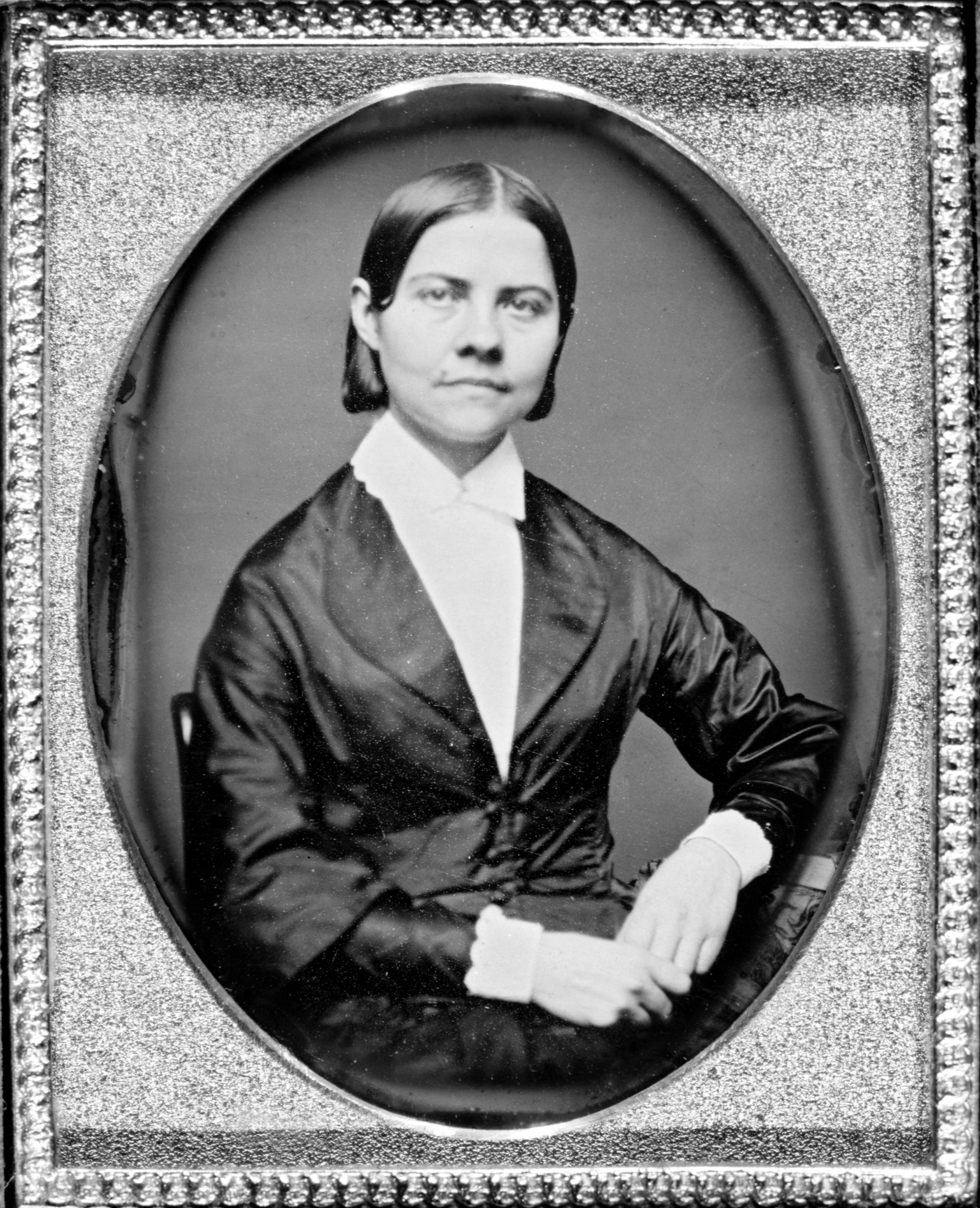
Lucy Stone

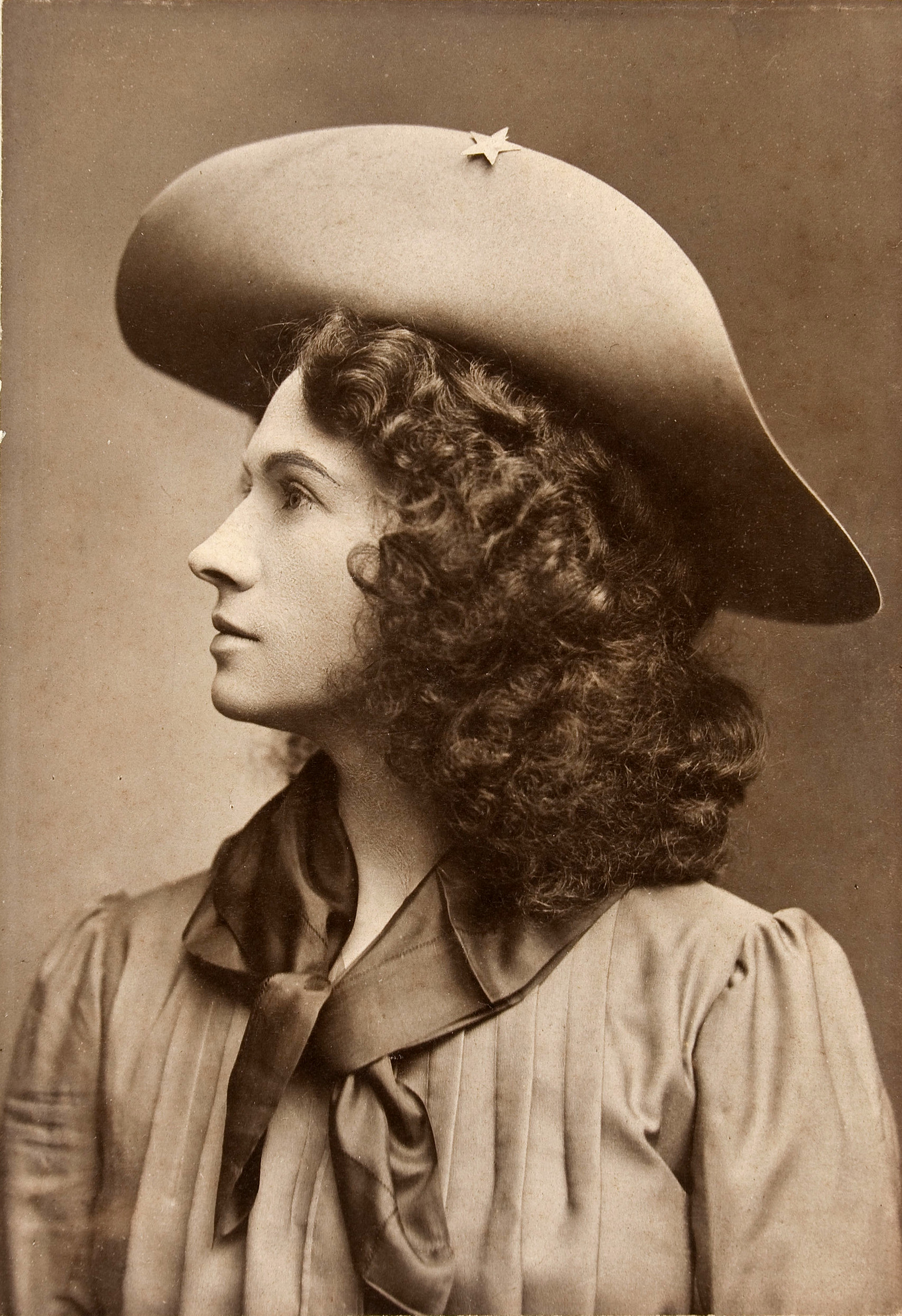
Annie Oakley

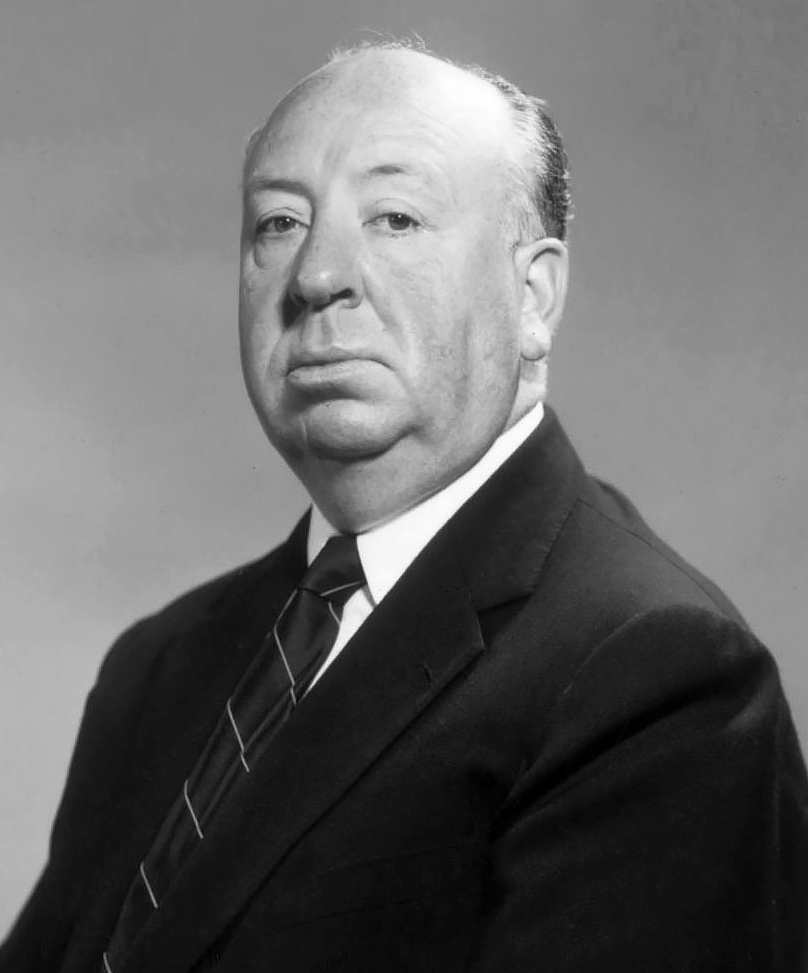
Alfred Hitchcock

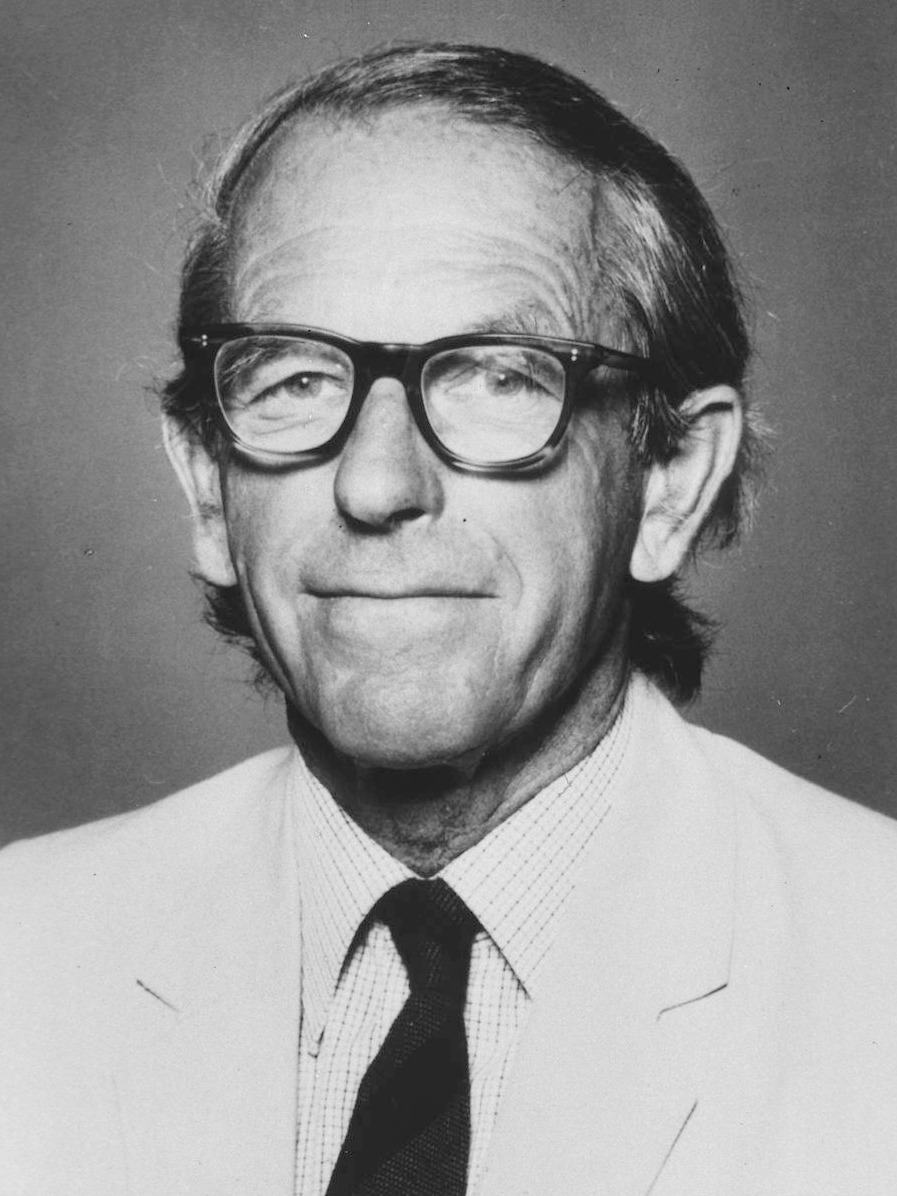
Frederick Sanger

Fidel Castro

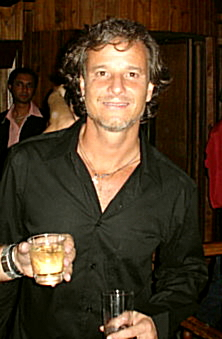
Marcello Novaes

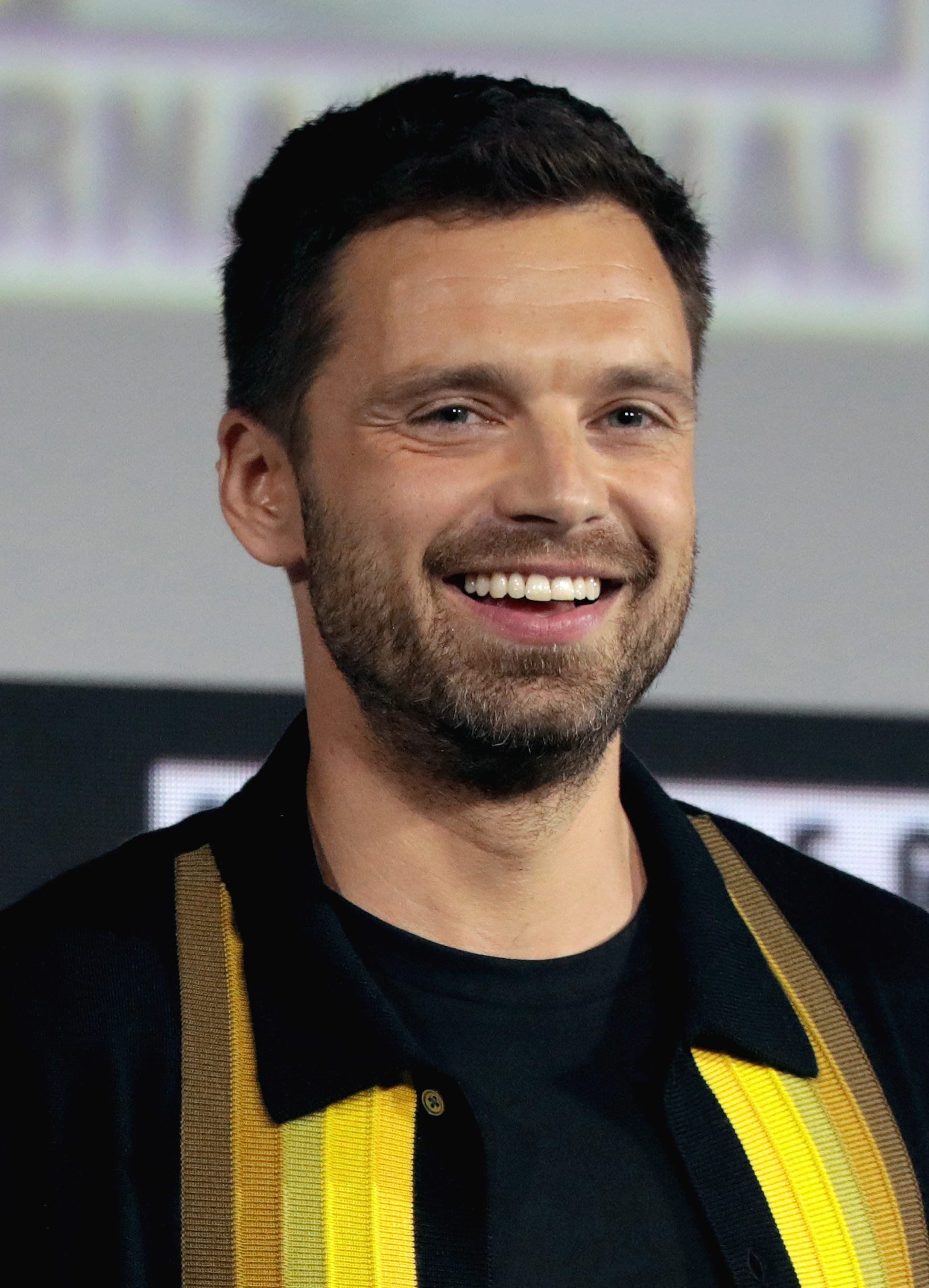
Sebastian Stan

### Anteriores ao século XIX
- 0582 — Arnulfo de Métis, santo católico francês (m. 641).
- 1312 — Afonso XI de Castela (m. 1350).
- 1567 — Samuel de Champlain, explorador e navegador francês (m. 1635).
- 1706 — Miguel de Bulhões e Sousa, bispo católico português (m. 1778).
- 1717 — Luís Francisco, Príncipe de Conti (m. 1776).
- 1752 — Maria Carolina da Áustria (m. 1814).
- 1757 — James Gillray, caricaturista britânico (m. 1815).
- 1774 — Hipólito da Costa, jornalista e diplomata brasileiro (m. 1823).
- 1792 — Adelaide de Saxe-Meiningen, rainha consorte do Reino Unido (m. 1849).
- 1798 — Ferdinand Denis, historiador e viajante francês (m. 1890).
- 1800 — Ippolito Rosellini, egiptólogo italiano (m. 1843).

### Século XIX
- 1803 — Vladimir Odoievsky, filósofo e escritor russo (m. 1869).
- 1810 — Kōan Ogata, médico japonês (m. 1863).
- 1811 — Gonçalves de Magalhães, poeta e ensaísta brasileiro (m. 1882).
- 1814 — Anders Jonas Ångström, físico sueco (m. 1874).
- 1815 — Eduard von Regel, botânico alemão (m. 1892).
- 1819 — George Gabriel Stokes, matemático e físico irlandês (m. 1903).
- 1827 — Francisco Gomes de Amorim, poeta português (m. 1891).
- 1839 — George Whitehill Chamberlain, missionário estadunidense (m. 1902).
- 1847 — Joaquim de Almeida Faria Sobrinho, advogado e político brasileiro (m. 1893).
- 1851 — Felix Adler, filósofo norte-americano (m. 1933).
- 1856 — Alexandre Cassiano do Nascimento, magistrado e político brasileiro (m. 1912).
- 1857 — Henri François Pittier, botânico e geógrafo suíço (m. 1950).
- 1860 — Annie Oakley, atriz estadunidense (m. 1926).
- 1861 — Herbert Hall Turner, astrônomo e sismólogo britânico (m. 1930).
- 1863 — William I. Thomas, sociólogo norte-americano (m. 1947).
- 1866 — Giovanni Agnelli, industrial italiano (m. 1945).
- 1871 — Karl Liebknecht, político e socialista alemão (m. 1919).
- 1872 — Richard Martin Willstätter, químico alemão (m. 1942).
- 1873
  - Christian Rakovski, político e diplomata búlgaro (m. 1941).
  - Friedrich August Georg Bitter, botânico alemão (m. 1927).
  - Józef Haller, militar polonês (m. 1960).
- 1875 — Carlos Malheiro Dias, jornalista e historiador português (m. 1941).
- 1882 — Rolf Lefdahl, ginasta norueguês (m. 1965).
- 1889 — James Lee Peters, ornitólogo estadunidense (m. 1952).
- 1890
  - Carlos Selvagem, historiador e militar português (m. 1973).
  - Ellen Osiier, esgrimista dinamarquesa (m. 1962).
- 1895 — Bert Lahr, ator estadunidense (m. 1967).
- 1898 — Jean Borotra, tenista e político francês (m. 1994).
- 1899 — Alfred Hitchcock, cineasta britânico (m. 1980).

### Século XX

#### 1901–1950
- 1902 — Felix Wankel, engenheiro e inventor alemão (m. 1988).
- 1905
  - Bruno Giorgi, escultor e professor brasileiro (m. 1993).
  - Ivan Serov, militar russo (m. 1990).
- 1909 — John Beal, ator norte-americano (m. 1997).
- 1910 — Said bin Taimur, sultão omani (m. 1972).
- 1911 — Isabel de Orléans e Bragança (m. 2003).
- 1912
  - Salvador Luria, microbiologista italiano (m. 1991).
  - Ben Hogan, jogador de golfe estadunidense (m. 1997).
- 1913 — Makarios III, político e religioso cipriota (m. 1977).
- 1917 — Claudia McNeil, atriz norte-americana (m. 1993).
- 1918 — Frederick Sanger, bioquímico britânico (m. 2013).
- 1919 — George Shearing, músico britânico (m. 2011).
- 1920
  - Neville Brand, ator norte-americano (m. 1992).
  - Jean Marcel Honoré, cardeal francês (m. 2013).
- 1923 — Osvaldo Sáez, futebolista chileno (m. 1959).
- 1924
  - Serafim Fernandes de Araújo, religioso brasileiro (m. 2019).
  - Helena Meirelles, violeira brasileira (m. 2005).
- 1926
  - Fidel Castro, revolucionário e político cubano (m. 2016).
  - Norris Bowden, patinador artístico canadense (m. 1991).
- 1927
  - László Nagy, patinador artístico húngaro (m. 2005).
  - David Padilla Arancibia, político e militar boliviano (m. 2016).
- 1928
  - Onildo Almeida, compositor, músico e poeta brasileiro.
  - Pedro Pedrossian, político brasileiro (m. 2017).
- 1931 — Robert McAlister, ministro canadense (m. 1993).
- 1932
  - John Bannerman, historiador britânico (m. 2008).
  - Jacob Barata, banqueiro e empresário brasileiro (m. 2023).
- 1934 — Seraphim Rose, religioso norte-americano (m. 1982).
- 1936 — John Geddes, ex-ciclista britânico.
- 1937 — Ada de Castro, atriz e fadista portuguesa.
- 1939 — Reinhold Stephanes, economista e político brasileiro.
- 1940
  - Carlos Eduardo Novaes, advogado e dramaturgo brasileiro.
  - Georges Carnus, ex-futebolista francês.
- 1942 — Hissène Habré, político chadiano (m. 2021).
- 1943 — Roberto Micheletti, político e empresário hondurenho.
- 1944
  - Divina Galica, ex-automobilista britânica.
  - Kevin Tighe, ator norte-americano.
  - Lucia Santaella, literata e pesquisadora brasileira.
  - Lajos Puskás, ex-futebolista e treinador de futebol húngaro.
- 1946 — Janet Yellen, economista e professora norte-americana.
- 1948 — Paul-Philippe Hohenzollern, príncipe romeno.
- 1949
  - Rogelio Farías, futebolista chileno (m. 1995).
  - Philippe Petit, equilibrista francês.
- 1950 — Pluto Shervington, músico, cantor, engenheiro e produtor musical jamaicano (m. 2024).

#### 1951–2000
- 1951
  - Beto Guedes, violonista, cantor e compositor brasileiro.
  - Dan Fogelberg, cantor, compositor e músico norte-americano (m. 2007).
- 1952
  - Hughie Thomasson, músico norte-americano (m. 2007).
  - Kate Hansen, atriz brasileira.
  - Herb Ritts, fotógrafo norte-americano (m. 2002).
- 1953 — Marcus Viana, violinista e compositor brasileiro.
- 1954 — Nico Assumpção, contrabaixista brasileiro (m. 2001).
- 1955
  - Paul Greengrass, cineasta britânico.
  - Marcelino Pérez, ex-futebolista espanhol.
- 1956 — Bruno Giordano, ex-futebolista e treinador de futebol italiano.
- 1957 — David Crane, produtor e escritor norte-americano.
- 1958
  - Omar Aziz, político brasileiro.
  - Feargal Sharkey, cantor britânico.
  - Boycho Velichkov, ex-futebolista búlgaro.
- 1959 — Thomas Ravelli, ex-futebolista sueco.
- 1960 — Joe Simpson, alpinista e escritor britânico.
- 1962
  - Marcello Novaes, ator brasileiro.
  - John Slattery, ator estadunidense.
  - Manuel Valls, político francês.
  - Alexandre Ferreira, radialista brasileiro.
- 1963 — Édouard Michelin, engenheiro francês (m. 2006).
- 1964
  - Ian Haugland, baterista sueco.
  - Otmar Szafnauer, engenheiro e dirigente automobilístico norte-americano.
- 1966 — Miguel Eduardo Miranda, futebolista peruano (m. 2021).
- 1967
  - Byron Mann, ator sino-americano.
  - Aleksandr Kirichenko, ex-ciclista ucraniano.
  - Vladimir Niederhaus, ex-futebolista russo-cazaque.
- 1968
  - Troy Kyles, ex-jogador profissional de futebol americano estadunidense.
  - Tony Jarrett, ex-velocista britânico.
- 1969
  - Midori Itō, ex-patinadora artística japonesa.
  - Emil Kremenliev, ex-futebolista búlgaro.
- 1970
  - Alan Shearer, ex-futebolista e treinador de futebol britânico.
  - Casiano Delvalle, ex-futebolista paraguaio.
- 1971
  - David Monahan, ator norte-americano.
  - Patrick Carpentier, automobilista canadense.
  - Tragedy Khadafi, rapper e produtor musical norte-americano.
  - Moritz Bleibtreu, ator alemão.
- 1972 — Fernando Echávarri, velejador espanhol.
- 1973
  - Brittany Andrews, atriz norte-americana.
  - Kamila Shamsie, escritora britânica.
- 1975
  - Gilmar Fubá, futebolista brasileiro (m. 2021).
  - Kléber Pereira, ex-futebolista brasileiro.
  - Marina Anissina, ex-patinadora artística franco-russa.
- 1976
  - Nicolás Lapentti, ex-tenista equatoriano.
  - Tatiana Panova, ex-tenista russa.
  - Simone Gutierrez, atriz brasileira.
  - Federico Domínguez, ex-futebolista argentino.
- 1977 — Michael Klim, ex-nadador australiano.
- 1978 — Benjani Mwaruwari, ex-futebolista zimbabuano.
- 1979
  - Andrés Chitiva, ex-futebolista colombiano.
  - Bell Oliver, cantor brasileiro.
- 1980
  - Leandro, ex-futebolista brasileiro.
  - Nick Dempsey, velejador britânico
- 1982 — Sebastian Stan, ator norte-americano.
- 1983
  - Francisco Adam, modelo e ator português (m. 2006).
  - Randall Brenes, ex-futebolista costarriquenho.
- 1984
  - James Morrison, cantor e compositor britânico.
  - Alona Bondarenko, ex-tenista ucraniana.
  - Niko Kranjčar, ex-futebolista croata.
  - Lidi Lisboa, atriz brasileira.
  - Colin Fleming, tenista britânico.
- 1985
  - Mattia Pasini, motociclista italiano.
  - Olubayo Adefemi, futebolista nigeriano (m. 2011).
  - Séïdath Tchomogo, futebolista beninense.
- 1986 — Demetrious Johnson, lutador norte-americano de artes marciais mistas.
- 1987 — Allie Long, futebolista norte-americana.
- 1988
  - MØ, cantora e compositora dinamarquesa.
  - Murilo Couto, humorista, ator e repórter brasileiro.
- 1989
  - Fernando Pimenta, canoísta português.
  - Tomáš Necid, futebolista tcheco.
  - Zhang Weili, lutadora chinesa de artesmarciais mistas.
  - Israel Jiménez, futebolista mexicano.
  - Davide Cimolai, ciclista italiano.
- 1990
  - Renan Fonseca, futebolista brasileiro.
  - André Hahn, futebolista alemão.
  - Jenia Grebennikov, jogador de vôlei francês.
  - Norbert Gombos, tenista eslovaco.
  - Benjamin Stambouli, futebolista francês.
- 1991 — Alexander Kačaniklić, ex-futebolista sueco.
- 1992
  - Lucas Moura, futebolista brasileiro.
  - Collins Fai, futebolista camaronês.
  - Bárbara López, atriz mexicana.
- 1993 — Artur Gachinski, patinador artístico russo.
- 1994
  - Joaquín Correa, futebolista argentino.
  - Steven Moreira, futebolista cabo-verdiano.
  - Letícia Izidoro, futebolista brasileira.
  - Sri Wahyuni Agustiani, halterofilista indonésia.
  - Ryan Gibbons, ciclista sul-africano.
- 1995 — Presnel Kimpembe, futebolista francês.
- 1996
  - Juan Cruz Komar, futebolista argentino.
  - Antonia Lottner, tenista alemã.
  - Simon Banza, futebolista congolês.
  - Álvaro Rico, ator espanhol.
- 1997 — Pol Lirola, futebolista espanhol.
- 1998
  - Dalma Gálfi, tenista húngara.
  - Francisco Cerúndolo, tenista argentino.
  - Dina Averina, ginasta russa.
- 1999
  - Giulia Be, cantora brasileira.
  - Riqui Puig, futebolista espanhol.

### Século XXI
- 2001 — Julián Araujo, futebolista mexicano.

## Mortes

### Anteriores ao século XIX
- 0235 — Hipólito de Roma, santo católico (n. 170).
- 0587 — Radegunda, rainha de Soissons e santa católica (n. 518).
- 0604 — Yang Jian, imperador e fundador da Dinastia Sui (n. 541).
- 0612 — Fábia Eudócia, imperatriz bizantina (n. 580).
- 0662 — Máximo, o Confessor, santo católico (n. 580).
- 1090 — Constança da Normandia, princesa da Inglaterra (n. 1057/1061).
- 1134 — Piroska da Hungria, imperatriz bizantina (n. 1088).
- 1347 — Joana III, Condessa da Borgonha (n. 1308).
- 1431 — Iolanda de Bar, rainha de Aragão (n. 1364).
- 1523 — Gerard David, pintor holandês (n. 1460).
- 1583 — Manuel da Silva Coutinho, aristocrata português (n. 1541).
- 1621 — João Berchmans, santo católico belga (n. 1599).
- 1684 — Lourenço de Castro, bispo português (n. ?).
- 1726 — Antonio Palomino, pintor espanhol (n. 1653).
- 1783 — Francisco de Matos Vieira, pintor português (n. 1699).

### Século XIX
- 1808 — Étienne Pierre Ventenat, botânico francês (n. 1757).
- 1863 — Eugène Delacroix, pintor francês (n. 1798).
- 1869 — Adolphe Niel, general e estadista francês (n. 1802).
- 1882 — William Stanley Jevons, economista britânico (n. 1835).
- 1896 — John Everett Millais, pintor e ilustrador britânico (n. 1829).

### Século XX
- 1904 — Elizabeth Wellesley, Duquesa de Wellington (n. 1820).
- 1907 — Hermann Carl Vogel, astrônomo alemão (n. 1841).
- 1910 — Florence Nightingale, enfermeira britânica (n. 1820).
- 1912 — Jules Massenet, compositor francês (n. 1842).
- 1913 — August Ferdinand Bebel, político alemão (n. 1840).
- 1924 — Fernando Abbott, médico e político brasileiro (n. 1857).
- 1929 — Ray Lankester, zoólogo britânico (n. 1847).
- 1936 — Gervásio Fioravanti Pires Ferreira, político brasileiro (n. 1870).
- 1937 — David Samanez Ocampo y Sobrino, político peruano (n. 1866).
- 1946 — H. G. Wells, escritor britânico (n. 1866).
- 1951 — David Jenkins, jogador de rugby britânico (n. 1904).
- 1957 — Carl Størmer, matemático e físico norueguês (n. 1874).
- 1969 — Jacob do Bandolim, músico brasileiro (n. 1918).
- 1975 — Murilo Mendes, poeta brasileiro (n. 1901).
- 1981 — Clemente Mariani, empresário e político brasileiro (n. 1900).
- 1982 — Charles Walters, cineasta estadunidense (n. 1911).
- 1984 — Tigran Petrosian, xadrezista soviético (n. 1929).
- 1986 — Walter Peracchi Barcelos, militar e político brasileiro (n. 1907).
- 1990 — Caridad Bravo Adams, escritora mexicana (n. 1908).
- 1996
  - António de Spínola, militar e político português (n. 1910).
  - Willi Heeks, automobilista alemão (n. 1922).
- 1998
  - Orlando Magalhães Carvalho, cientista político, jornalista e escritor brasileiro (n. 1910).
  - Nino Ferrer, cantor, compositor, ator e pintor francês (n. 1934).
- 1999
  - Herberto Sales, jornalista e escritor brasileiro (n. 1917).
  - Inimá de Paula, professor e pintor brasileiro (n. 1918).

### Século XXI
- 2001 — Otto Stuppacher, automobilista austríaco (n. 1945).
- 2005
  - Francisco Milani, ator brasileiro (n. 1936).
  - Miguel Arraes, político brasileiro (n. 1916).
- 2006 — Jon Nödtveidt, guitarrista sueco (n. 1975).
- 2007 — Brian Adams, lutador e ator norte-americano (n. 1963).
- 2008 — Henri Cartan, matemático francês (n. 1904).
- 2009 — Imre Simon, cientista da computação brasileiro (n. 1943).
- 2011 — Chris Lawrence, automobilista britânico (n. 1933).
- 2014 — Eduardo Campos, político brasileiro (n. 1965).
- 2016 — Kenny Baker, ator britânico (n. 1934).
- 2019 — José Luis Brown, futebolista e treinador de futebol argentino (n. 1956).
- 2023 — José Murilo de Carvalho, historiador, professor e cientista político brasileiro (n.1939).

## Feriados e eventos cíclicos
- Dia Internacional do Canhoto

### Portugal
- Doação do Senhorio de Goes - Feriado Municipal de Góis
- Peregrinação Internacional do Migrante no Santuário de Fátima

### Brasil
- Dia do Economista
- Dia do Psiquiatra
- Aniversário das cidades de Antas e Riacho de Santana, Bahia.

### Cristianismo
- Cassiano de Ímola
- Irmã Dulce
- João Berchmans
- Hipólito de Roma
- Máximo, o Confessor
- Michael McGivney
- Papa Ponciano
- Radegunda

## Outros calendários
- No calendário romano era o dia dos idos de agosto.
- No calendário litúrgico tem a letra dominical A para o dia da semana.
- No calendário gregoriano a epacta do dia é xii.